# バラバ (映画)
『バラバ』（原題：Barabbas）は、1961年制作のイタリア・アメリカの合作映画。
イエス・キリストの処刑と引き換えに赦免されたバラバのその後を描いたペール・ラーゲルクヴィストの小説を原作に映画化。

## あらすじ
2000年前のエルサレム。盗賊の親玉バラバは獄中の身にあったが、罪人を1人裁く代わりに別の1人の罪人を釈放するという、年に一度のユダヤ民衆の慣習によって、イエス・キリストと引き換えに釈放されることになった。
自由になったバラバはかつての愛人ラケルと再会するが、彼女は既にキリスト教の信仰に目覚めており、バラバにも改心するよう諭すが、彼はそれを拒否し、キリストを口汚く罵る。
やがてラケルが他のキリスト教徒たちと共に捕えられて処刑されると、バラバは荒れて再び捕えられ、シチリアの硫黄鉱で強制労働に従事させられる。有毒ガスの渦巻く地獄のような労役を生き抜いたバラバとキリスト教徒のサハクは州総督のはからいによって、剣闘士養成所へ入れられる。
しかし、サハクは闘技場で相手を殺すことを拒んだため、反逆罪に問われ、隊長のトルヴァドに処刑された。怒ったバラバはトルヴァドと対決、彼を倒した。
皇帝の命によって自由人になったバラバがサハクを葬った直後、ローマの炎上が始まった。バラバはこのとき「今こそ古きものを焼き払うのだ」という神の声を聞いたように思い、狂ったように火をつけて回り、三度捕えられた。多くのキリスト教徒と共に十字架にかけられたバラバは、静かに神に祈り、処刑されるのだった。

## キャスト
| 役名       | 俳優                                | 日本語吹替 |
| ---------- | ----------------------------------- | ---------- |
| バラバ     | アンソニー・クイン                  | 石田太郎   |
| ラケル     | シルヴァーナ・マンガーノ            | 弥永和子   |
| ピラト     | アーサー・ケネディ                  | 阪脩       |
| トルヴァド | ジャック・パランス                  | 青野武     |
| ペトロ     | ハリー・アンドリュース              | 小林勝彦   |
| ルシウス   | アーネスト・ボーグナイン            |            |
| サハク     | ヴィットリオ・ガスマン              | 富山敬     |
| サラ       | ケティ・フラド                      | 沢田敏子   |
|            | シャロン・テート （クレジットなし） |            |

翻訳：高橋京子、演出：小山悟、調整：荒井孝、効果：遠藤堯雄、桜井俊哉、日本語版制作：東北新社
- その他の声の出演：香椎くに子、仁内建之、秋元羊介、藤本譲、峰恵研、塚田正昭、丸山詠二、大山高男、小関一、広瀬正志、鳳芳野、鈴木れい子、伊井篤史、石塚運昇、佐藤正治、稲葉実、島香裕、喜多川拓郎、滝沢ロコ